# 週刊ひょうご夢情報
『週刊ひょうご夢情報』（しゅうかんひょうごゆめじょうほう）は、2004年4月から2011年3月27日までサンテレビで放送されていた兵庫県の広報番組である。

## 概要
兵庫県の施策や県内で行われるイベントなどを紹介していた県政情報番組。出演者は近畿地方で活動するタレントやフリーアナウンサーが中心で、他に「広報専門員」と呼ばれる兵庫県の広報担当者たちも出演していた。
番組は聴覚障害者向けの手話通訳を行っていた。また、本放送の翌日に番組の再放送を行っていた。再放送はサンテレビのほか、兵庫県内のケーブルテレビ各局でも行われていた。
番組の終了後、別の時間帯で後継番組の『ひょうごワイワイ』がスタートした。同番組の放送開始に際し、それまで本番組でリポーターを務めていた米田裕美（当時兵庫県広報専門員）がレギュラー続投かつ司会メンバーの1人となった。

## 放送時間
いずれも日本標準時、サンテレビでの放送時間を記載。

### 本放送
- 日曜 09:00 - 09:45 （2004年4月 - 2006年3月）
- 日曜 09:00 - 09:30 （2006年4月 - 2009年3月29日）
- 日曜 12:00 - 12:30 （2009年4月5日 - 2011年3月27日） - 2010年4月からは『日曜さわやかトーク』放送のため、第2週には放送を休止。

### 再放送
- 月曜 17:00 - 17:30 （2006年4月 - 2007年3月）
- 月曜 18:30 - 19:00 （2007年4月 - 2011年3月28日） - 2010年4月からは『日曜さわやかトーク』再放送のため、第2週には放送を休止。

## 出演者
- 司会：小林大作[1]
- アシスタント：船越美夏[1]、仲みゆき[2]
- リポーター：西條遊児[1]、橋本広美[3]、原竹志[4]、樫村千晶[4]、相崎佐和子（兵庫県広報専門員）[3]、横山佳代子（兵庫県広報専門員）[4]、米田裕美（兵庫県広報専門員）[4]

## コーナー
ヘッドラインひょうご
兵庫県政の一週間の動きを振り返るコーナー。
ひょうご夢ワイド
兵庫県の施策と県民の取り組みを紹介するコーナー。
わがまち再発見
兵庫県内各地のご当地グルメ、歴史ある街並み、花の名所などを紹介するコーナー。
はばタン便
兵庫県のマスコット「はばタン」が県の広報専門員とともに、県内各地で活躍する人々を取材するコーナー。このコーナーのみ月に1回のペースで放送されていた。元々は2008年3月1日まで単独番組として放送されていたもので（その当時も月に1回の放送）、同年4月に本番組の1コーナーとなった。